# Сува-Мару
Сува-Мару (Suwa Maru) — судно, яке під час Другої світової війни взяло участь у операціях японських збройних сил у Південно-Східній Азії, Меланезії та Мікронезії.

## Передвоєнна історія
Сува-Мару спорудили в 1914 році на верфі Mitsubishi Dockyard & Engineering Works у Нагасакі на замовлення компанії Nippon Yusen Kaisha.
З 1935 року судно поставили на лінію між Йокогамою та Лондоном, при цьому воно здійснювало заходи в порти Нагоя, Осака, Кобе, Моджі (всі — Японія), Шанхай, Гонконг, Сінгапур, Пенанг (на західному узбережжі Малаї), Коломбо, Аден, Суец, Порт-Саїд, Неаполь, Марсель та Гібралтар.
29 серпня 1937-го на тлі Другої японо-китайської війни Сува-Мару реквізували для потреб Імперської армії Японії, проте вже у січні 1938-го повернули власнику.
8 липня 1941-го судно знову реквізували для потреб Імперської армії.

## Служба у Південно-Східній Азії
На момент початку війни Сува-Мару перебувало у в'єтнамському порту Кап-Сен-Жак (наразі Вунгтау). За тиждень воно вирушило до Кіруну (наразі Цзілун на Тайвані), потім зайшло до південнокитайського порту Хумен (у дельті Чжуцзян), а 19 грудня 1941-го відвідало Сінгору на крайньому півдні Таїланду. У останній в перший же день бойових дій висадились японські війська, які брали участь у операції проти Сінгапуру.
У січні 1942-го Сува-Мару відвідало порти Камрань (центральна частина узбережжя В'єтнаму), Хумен, Гонконг, Такао (наразі Гаосюн на Тайвані), а в першій половині лютого пройшло з останнього до Камрані, де збирався флот вторгнення на захід індонезійського острова Ява. 18 лютого Сува-Мару вирушило з Камрані у складі конвою із 55 транспортів. У ніч проти 1 березня Сува-Мару та ще 6 інших суден почали висадку військ у затоці Еретан за сотню кілометрів на схід від головного міста острова Батавії (наразі Джакарта).
5 березня 1942-го Сува-Мару полишило Яву і здійснило перехід через Сінгапур, Сайгон, Гонконг, Такао та Кірун до японського порту Моджі, якого досягнуло 11 квітня. За тиждень по тому судно повернули власнику.

## Рейси до Океанії
8 серпня 1942-го Сува-Мару реквізували для потреб Імперського флоту Японії (можливо відзначити, що за добу до того союзники висадились на сході Соломонових островів, що започаткувало шестимісячну битву за Гуадалканал та змусило японське командування перекидати підкріплення до Океанії). У другій половині серпня судно пройшло з Японії до корейського порту Бусан, де перебувало 25—28 серпня, а в першій декаді вересня вже було на атолі Трук у центральній частині Каролінських островів (ще до війни тут була створена потужна база, через яку до лютого 1944-го провадились операції та йшло постачання гарнізонів у цілому ряді тихоокеанських архіпелагів). 11—13 вересня 1942-го Сува-Мару під охороною есмінця «Оіте» здійснило рейс з Труку до атола Пінгелап (приблизно тисяча кілометрів на схід) і назад. 17 вересня судно попрямувало на південь, 19 числа відвідало Кавієнг на північному завершенні острова Нова Ірландія (друга за значенням японська база в архіпелазі Бісмарка, що відігравала значну роль у битві за Соломонові острови), а невдовзі вже було на атолі Кваджелейн (тут була головна японська база на Маршаллових островах). 23 вересня Сува-Мару полишило Кваджелейн і 1 жовтня було в Йокосуці.
У Японії судно відвідало порти Міїке, Сасебо та Куре, а вже 15 жовтня 1942-го рушило в новий рейс до Океанії, при цьому на першій ділянці маршруту його ескортував патрульний корабель PB-46. 20 жовтня Сува-Мару прибуло до Кавієнгу, а 25 жовтня досягнуло Рабаула на східному завершенні острова Нова Британія — головної передової бази в архіпелазі Бісмарка, з якої здійснювались операції на Соломонових островах та сході Нової Гвінеї. Якось судно пройшло на Трук, звідки 17—19 листопада під охороною есмінця «Юдзукі» перейшло до Кавієнгу. На цей раз головним завданням було проведення на буксирі гігантського танкера «Тонан-Мару № 2», який на початку жовтня був пошкоджений атакою підводного човна. 26 листопада здійснили першу невдалу спробу переходу, що завершилась поверненням у Кавієнг. Втім, 6—11 грудня Сува-Мару все-таки вдалось привести танкер на Трук, де він кілька діб проходив тимчасовий ремонт. 16 грудня «Сува-Мару», «Тонан-Мару № 2» та «Юдзукі» рушили до метрополії, на підходах до якої 27 грудня охорону перебрав на себе есмінець «Ямагумо». 30 грудня загін прибув до Йокогами.
До 21 січня 1943-го Сува-Мару пройшло доковий ремонт, а 25 січня стало під завантаження у Йокосуці, де узяло на борт п'ять сотень військовослужбовців, що мали бути доправлені до різноманітних тихоокеанських гарнізонів. З 31 січня по 2 лютого Сува-Мару перебувало в ще одному японському порту Міїке, а 7 лютого прибуло на острів Сайпан (Маріанський архіпелаг), при цьому на підході його охорону забезпечував есмінець «Оіте». 14 лютого Сува-Мару рушило на схід, причому мисливець за підводним човнами CH-10 забезпечував ескорт лише на початковій ділянці переходу. 18—20 лютого судно провело на острові Понапе (східна частина Каролінського архіпелагу), а 23—28 лютого і 1—3 березня побувало на атолах Джалуїт та Вотьє відповідно (обидва — Маршаллові острови). З 3 березня Сува-Мару вже було на Кваджелейні.
25 березня 1943-го Сува-Мару, яке мало на борту маже 1100 пасажирів, вирушило з Кваджелейну на острів Вейк (захоплений японцями у грудні 1941-го). Вранці 28 березня на підходах до Вейку по судну випустили дві торпеди з американського підводного човна USS Tunny. Обидві вони влучили в ціль, причому одна не вибухнула, зате друга відірвала корму. Втім, «Сува-Мару» не затонуло та змогло викинутись на берег, так що внаслідок атаки загинуло лише 15 осіб. Субмарина спробувала добити японське судно, проте її двічі відганяли ворожі літаки. 5 квітня інший підводний човен USS Finback ще раз уразив рештки Сува-Мару.